# Straight-Queer Masculinities
Straight-Queer Masculinities bezeichnen ein von dem US-amerikanischen Soziologen Robert Heasley eingeführtes Konzept, um Formen von abweichender Männlichkeit bei heterosexuellen Männern zu bezeichnen, die nicht in die gängigen hegemonialen Paradigmata der Maskulinität fallen. Heasleys Ansatz ist situiert im Kontext der Critical Heterosexuality Studies. Er selbst beschreibt seine Jugend als die eines straight sissy-boy.
Er unterscheidet sechs Typen von straight-queeren Männern und Jungen:
1. Straight sissy-boys (auf Deutsch ungefähr: Hetero-Tunte; heterosexuelle bzw. präheterosexuelle Jungen, die in ihrer Jugend und Kindheit Verhaltensweisen zeigen, die eher Mädchen zugeschrieben werden und daher bei ihren Altersgenossen als schwul gelten und möglicherweise verspottet werden),
2. Social-justice straight-queers (heterosexuelle Männer und Jungen, die sich für die sozialen Belange von Lesben, Schwulen, Bisexuellen und Transgendern einsetzen),
3. Elective straight-queers (heterosexuelle Männer und Jungen, die mit als schwul angesehenen Verhaltensweisen „kokettieren“ und diese in einem gewissen Rahmen zelebrieren),
4. Committed straight-queers (heterosexuelle Männer und Jungen, die – radikaler als die elektiven Straight-Queers – queere Maskulinitäten als integralen Bestandteil ihres Lebens begreifen),
5. Stylistic straight-queers („metrosexuelle“ Männer, die Mode, Stil, Kleidung etc. wählen, die traditionell als nicht zu Männern passend angesehen wird),
6. Males living in the shadow of masculinity (Männer, die sich zwischen Anpassung und Nicht-Anpassung an klassische männliche Rollenbilder befinden, ohne eine bewusste Entscheidung treffen zu können (oder wollen)).

Innerhalb der Sozialwissenschaften und der Psychologie wird in den letzten Jahren von kritischer Seite verstärkt auf den Mangel an empirischen Studien zu geschlechtsrollen-konformen Homosexuellen und geschlechtsrollen-nonkonformen Heterosexuellen hingewiesen, die in fast allen klassischen Studien vor allem zur Geschlechtsrollennonkonformität im Kindesalter (die mit späterer homosexueller Orientierung in Zusammenhang gebracht wird) ausgeblendet werden. In Deutschland hat 2003 Thomas Grossmann in Anknüpfung an seine Studie Prä-homosexuelle Kindheiten (in der er die biografischen Erzählungen ehemals „jungentypischer“ und „jungenuntypischer“ schwuler Männer vergleichend gegenüberstellt) auf die Relevanz der Untersuchung „präheterosexueller sissy boys“ hingewiesen.